# 1958 en Lorraine
Chronologie de la Lorraine
- 1954
- 1955
- 1956
- 1957
- 1958
- 1959
- 1960
- 1961
- 1962

Cette page est une liste d'événements qui se sont produits durant l'année 1958 en Lorraine.

## Éléments de contexte
- 100 millions de bouteilles tous formats sont produites par Contrexéville[1].

## Événements

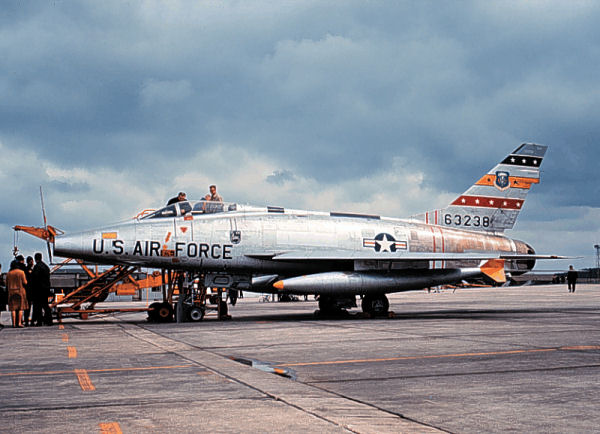
North American F-100D Super Sabre du 50e TFW (appareil du leader) sur la base de Toul en 1958

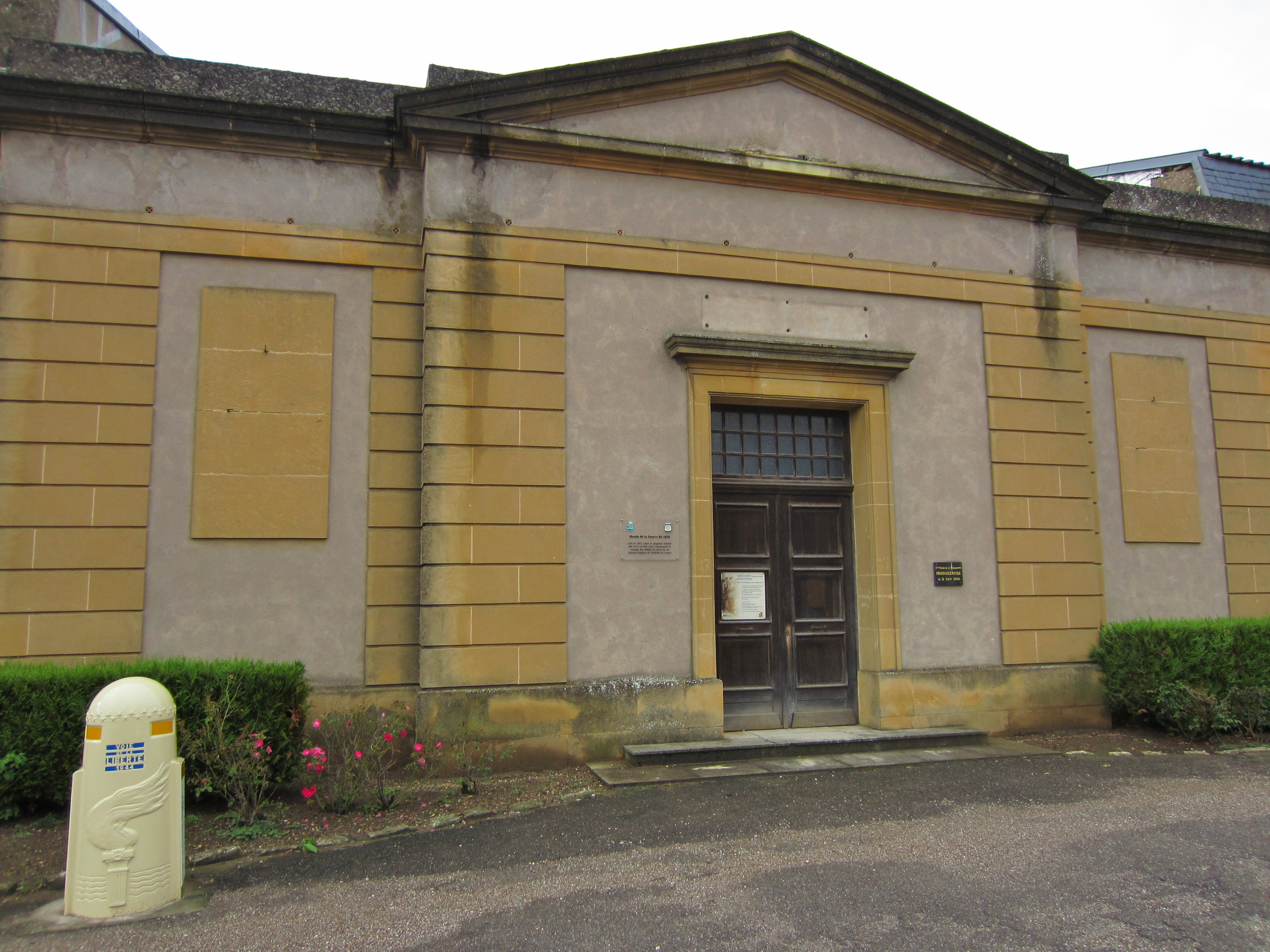
Musée de Gravelotte.

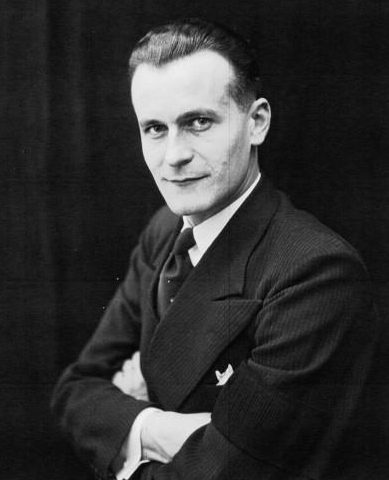
François Valentin.

- le sol de la place Stanislas de Nancy est nivelé pour le rendre horizontal. Les marches qui supportent la statue sont modifiées pour les adapter à la nouvelle configuration du terrain et les grilles qui les entouraient sont supprimées. Le sol est recouvert de pavés mosaïques (8-10 centimètres) et de dalles de pierre grise, la périphérie et les trottoirs sont bitumés[2].
- René Leduc, après l’annulation des contrats de l'état pour l'étude des avions à statoréacteur se replie sur l’activité d’équipementier. Il transfère son entreprise, rebaptisée HYDRO LEDUC, à Azerailles en Meurthe-et-Moselle, où elle est encore active à ce jour (2023)[3].
- Bernard Consten et 	Jean Hébert sur	Alfa Romeo Giulietta 1300, remportent le rallye de Lorraine[4].
- Début de la construction de l'Église Saint-François-d'Assise de Vandœuvre-lès-Nancy[5].
- Réouverture du Musée de la Guerre de 1870 et de l'Annexion après sa reconstruction à la suite de sa destruction lors de la bataille de Metz en 1944[6].

- 24 janvier : début, à la Cour d'assises de Nancy, du procès de Guy Desnoyers (curé d'Uruffe).
- 8 juin, est élu sénateur de Meurthe-et-Moselle : François Valentin réélu. Qui démissionne très rapidement pour se présenter aux législatives.
- 8 juin, est élu sénateur de la Meuse : Martial Brousse
- 8 juin, est élu sénateur de la Moselle : Jean-Éric Bousch.
- Août 1958 : Monique Minette est élue reine de la mirabelle[7]
- 30 novembre et 9 décembre, sont élus députés pour la Ire législature de la Cinquième République française en Meurthe-et-Moselle :  Pierre Dalainzy : jusqu'en 1967, dans la circonscription de Lunéville, au sein du groupe des Républicains Indépendants;  William Jacson, membre de l' Union pour la nouvelle République;  Joseph Nou, élu de la Septième circonscription;  Roger Souchal, élu de la 1re circonscription de Meurthe-et-Moselle; François Valentin. À l’Assemblée nationale, il est élu, en janvier 1959, président de la Commission de la défense nationale et des forces armées. Il y affirme sa prise de position en faveur de l’Algérie française. Il viendra d'ailleurs témoigner pour la défense, au procès des généraux Challe et Zeller, en mai 1961; Pierre Weber, siégeant avec les Indépendants et paysans d'action sociale;  André Picquot, Centre national des indépendants et paysans et Roger Devemy, Mouvement républicain populaire
- 30 novembre et 9 décembre, sont élus députés en Meuse : Louis Jacquinot, CNI; René Rousselot, CNI; André Beauguitte, CNI,
- 30 novembre et 9 décembre, sont élus députés en Moselle :  Jean Coumaros, dans la 6e circonscription; Jean Delrez, membre des Républicains populaires et centre démocratique;  Georges Thomas (homme politique) : élu dans la 8e circonscription;  Félix Mayer;  Paul Mirguet : élu de l'Union pour la nouvelle République (UNR) jusqu'au 9 octobre 1962[8];  Raymond Mondon (1914-1970) et  Jean Seitlinger : réélu dans la 5e circonscription de la Moselle
- 30 novembre et 9 décembre, sont élus députés dans les Vosges :  Charles Guthmüller;  Maurice Lemaire;  Jean-Marie Grenier et Albert Voilquin.

## Inscriptions ou classement aux titre des monuments historiques
- Château de Montaigu
- Château de l'abbé de Bouzey

## Naissances

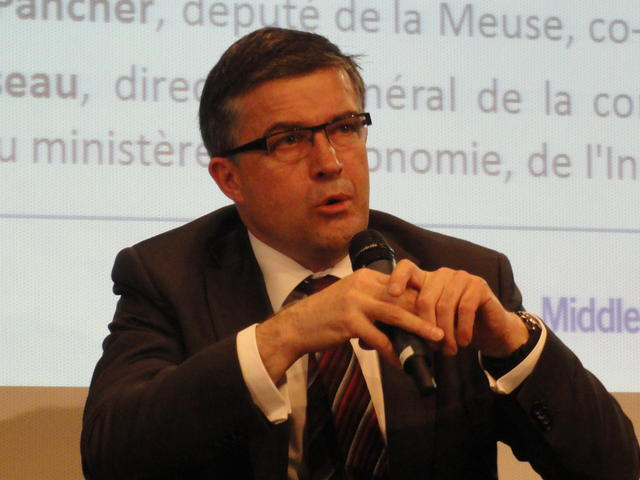
Bertrand Pancher

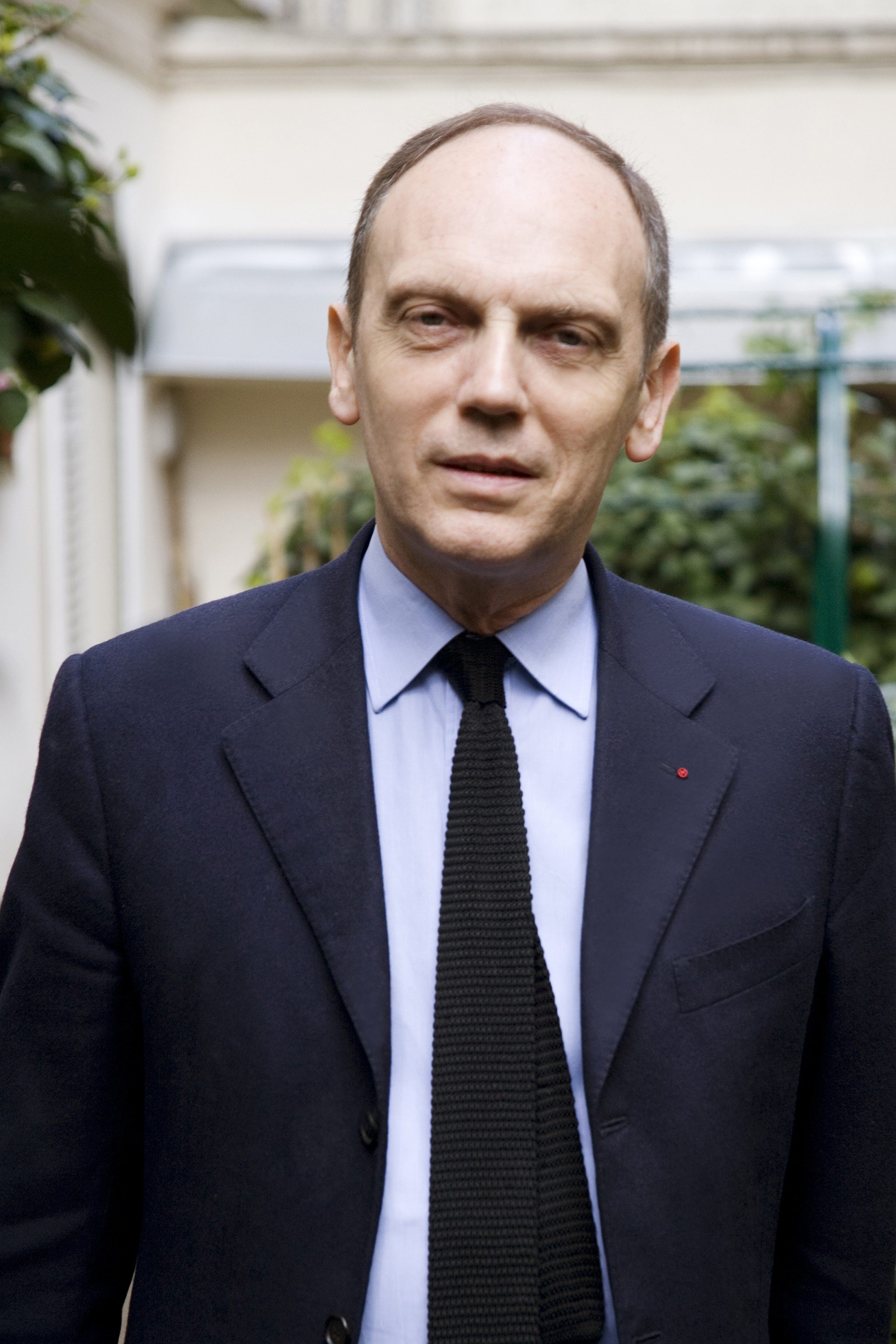
Thierry Coudert

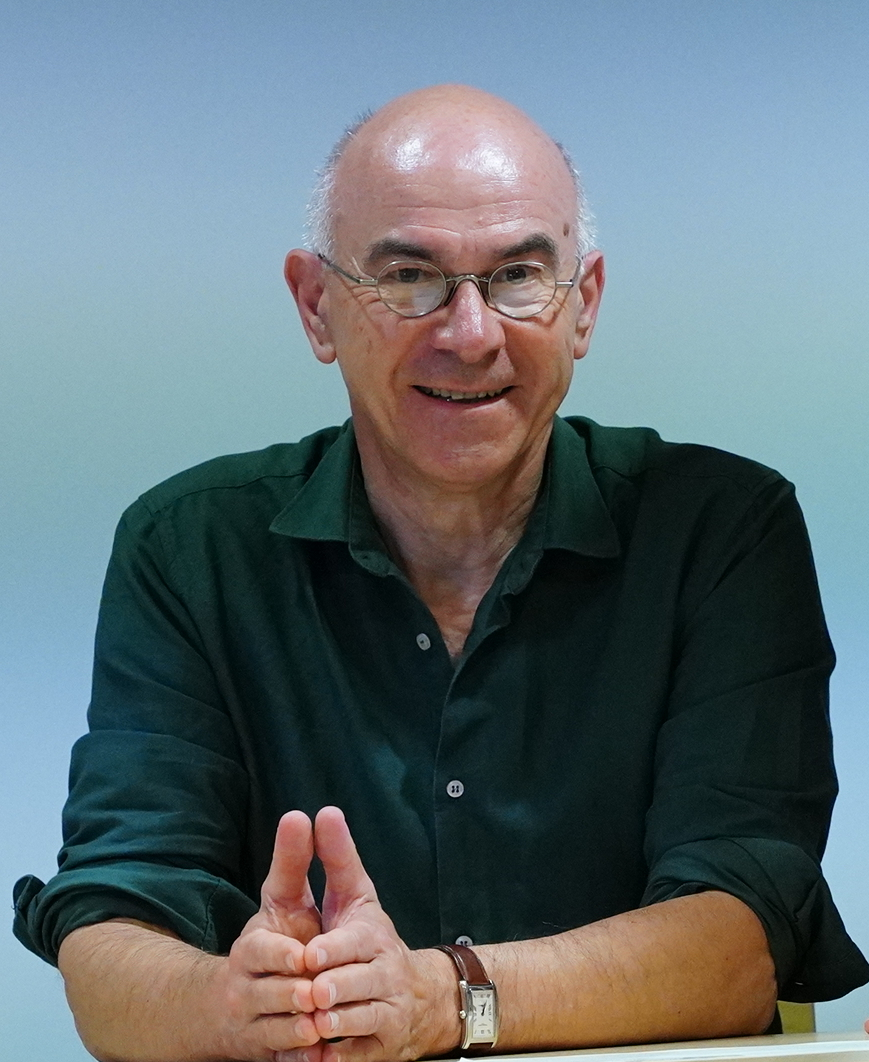
Michel bernard

- Alain Maury, astronome français né en 1958 à Pompey.
- Jo Nousse[9], né en 1958 à Thionville en Moselle, artiste et enseignant français.
- 3 janvier à Thionville : Jean-Marc Cordier, joueur de rugby à XV qui joue la majeure partie de sa carrière avec l'Association sportive de Béziers Hérault, évoluant au poste de troisième ligne aile.
- 4 février à Metz : François Seners[10] ou Séners, haut fonctionnaire français. Conseiller d’État, il alterne des fonctions juridictionnelles, administratives et de cabinets ministériels[11]. Depuis le 14 mars 2022, il est membre du Conseil constitutionnel, nommé sur proposition du président du Sénat, Gérard Larcher.
- 15 février à Algrange : Michel Liebgott, homme politique français.
- 25 février à Nancy : François Camé, chef d’entreprise, journaliste et auteur français. Grand reporter à Libération, directeur de l’information de Charlie Hebdo, puis directeur de la rédaction du magazine Futur(e)s, il dirige depuis 2004 l’agence ETIK-PRESSE, spécialisée dans le conseil en développement durable et communication.
- 3 mars à La Bresse : Gérard Colin, sauteur à ski français, devenu entraîneur.
- 5 mars à Nancy : Laurence Herszberg, est à la tête d’institutions culturelles françaises dans le domaine du spectacle vivant (musique, théâtre, opéra), de l’audiovisuel et du cinéma. Elle a été de 2002 à 2017 directrice générale du Forum des images, institution soutenue par la ville de Paris.
- 8 mars à Forbach : Véronique Carrot, musicienne, claveciniste et cheffe de chœur vaudoise.
- 9 mars à Grostenquin : Paul Andrew MacLean, joueur professionnel et un entraîneur canadien de hockey sur glace[12].
- 25 mars : Jean-Marie Seca, professeur de sociologie à l'université de Lorraine, au Laboratoire Lorrain de Sciences Sociales[13].
- 13 avril à Fraize : Régis Roch, footballeur et entraîneur français. Il est actuellement chargé de l'entraînement des gardiens.
- 29 avril à Nancy : Lionel Florence, parolier, peintre et photographe français.
- 8 mai :
  - à Metz : Christian Jacob, pianiste de jazz français. Il est notamment l'auteur, avec Tierney Sutton, de la musique du film de Clint Eastwood, Sully[14].
  - à Nancy : Olivier Jay, conseil en communication. Depuis janvier 2021, il préside Teneo Strategy France[15],[16] filiale française de Teneo Holdings, agence de conseil américaine spécialisée dans le conseil aux dirigeants et le conseil de grands groupes détenue par le fonds CVC[17]. Il conseille des entreprises françaises et internationales sur des enjeux de crise et les accompagne pour développer leur image corporate.
- 9 mai à Moyeuvre-Grande : Denis Robert, journaliste et écrivain français. Spécialiste du journalisme d'enquête, il est également l'auteur de romans, de films documentaires et d'essais.
- 14 mai à Thionville : Marlène Coulomb-Gully, chercheuse française en communication politique et sur les représentations du genre dans les médias. Elle est également professeur en sciences de l'information et de la communication à l'université Toulouse II-Le Mirail.
- 5 juin à Saint-Mihiel (Meuse) : Bertrand Pancher, homme politique français.
- 7 juin à Nancy : Éric Alauzet, homme politique français.
- 24 juin à Nancy : Christine Van de Putte, écrivaine, réalisatrice et scénariste française.
- 12 juillet :
  - à Longeville-lès-Metz : Olivier Krumbholz, handballeur international français reconverti entraîneur. À partir de 1998, Il remporte  aux commandes de l'équipe de France féminine de handball,  dix médailles dans les grands tournois internationaux (championnats d'Europe, du monde et Jeux olympiques) dont deux titres mondiaux à quatorze années d'écart, en 2003 et en 2017 ; il mène également la sélection en finale des Jeux olympiques de Rio en 2016, et remporte le championnat d'Europe en 2018. Il emmène l’équipe de France sur la plus haute marche du podium aux Jeux olympiques de Tokyo 2020 et permet à la France du Handball de réaliser un doublé historique. En novembre 2022, à l'occasion de la demi-finale de l'Euro 2022 qui oppose ses joueuses à la Norvège, Olivier Krumbholz dispute son 500e match à la tête de l'équipe de France.
  - à Mont-Saint-Martin : Régine Scelles, morte le 28 janvier 2022 à Paris,  psychologue clinicienne et universitaire française. Elle est professeure de psychopathologie à l'université Paris Nanterre de 2014 à 2022.
- 31 juillet à Metz : Suzanne Giraud, compositrice française de musique contemporaine.
- 6 août à Nancy : Philippe Jeannol, footballeur français.
- 30 septembre à Metz : Vincent Bracigliano, joueur de football professionnel français. Il était milieu de terrain.
- 8 octobre à Marville (Meuse) : Bryan Hayes, homme politique canadien.
- 28 octobre à Nancy : Bruno Bérard, penseur français, essayiste et métaphysicien.
- 31 octobre à Metz : Thierry Coudert, homme politique, haut fonctionnaire et écrivain français.
- 19 novembre à Longeville-lès-Metz : 
  - Jean-François Clervoy, ingénieur français et spationaute à l'Agence spatiale européenne (ESA). Il est vétéran de trois missions spatiales avec la NASA.
  - Patrick Clervoy,  médecin psychiatre français[18], professeur agrégé du Val-de-Grâce et ancien titulaire de la chaire de psychiatrie et de psychologie médicale appliquées aux armées. Il est spécialiste du stress et du traumatisme psychique.
- 24 novembre à Nancy : Marie-Bénédicte Roy, née Bénédicte Marie-Magdeleine Roynette, actrice de théâtre et de cinéma. Elle est connue, entre autres, pour son rôle de Josiane dans la série Plus belle la vie depuis février 2021, elle devait partir mais sa popularité a explosé chez les fans ces premiers mois, elle reste finalement dans la série.
- 9 décembre à Longwy : Jean-Marc Fournel, homme politique français, membre du Parti socialiste.
- 14 décembre à Bar-le-Duc : Michel Bernard, écrivain et haut fonctionnaire français.

## Décès

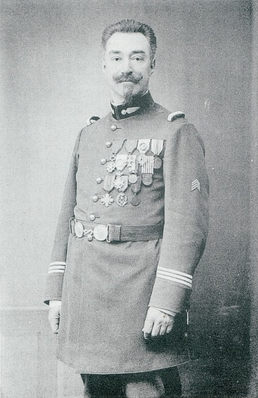
Eugène Louis Bucquoy

- 5 janvier à Saint-Mihiel (Meuse) : Albert Thiery, homme politique français né le 11 juillet 1868 à Metz (Moselle).
- 14 janvier à Auboué : Édouard Husson (1872-1958),  mathématicien français.
- 11 mai à Nancy : Alexandre Bouchet, né le 5 février 1876 à Beaumont dans le Puy-de-Dôme, général français, pionnier de l'aviation militaire, vétéran de la Première Guerre mondiale, commandant du 21e régiment d'aviation d'Essey-les-Nancy.
- 15 mai à Auzécourt dans la Meuse : Louis Courot est un homme politique français né le 29 juin 1873 à Auzécourt .
- 7 juin à Nancy : Eugène Louis Bucquoy, uniformologue français, né le 9 octobre 1879 à Perpignan. Il est connu pour avoir supervisé la publication de la série des uniformes du Premier Empire, décrivant l'ensemble des tenues militaires portées sous la période du Consulat et de l'Empire.
- 30 novembre à Metz : Joseph-Jean Heintz (né le 29 janvier 1886 à Reims), ecclésiastique français.